# 하워드 고
하워드 코(영어: Howard Koh, (한국 이름: 고경주 - 高京柱), 1952년 3월 15일 ~ )는 한국계 미국인 출신이고 의과대학 교수를 지낸 전직 미국 보건행정관료이다.

## 출생
대한민국 중앙대학교 전임교수를 거쳐 주미국 대한민국 대사관 특명전권공사를 지낸 고광림(高珖琳, 케네스 코, Kenneth Koh) 前 연희대학교 겸임교수의 차남(次男)으로 미국 매사추세츠주 보스턴에서 출생.

## 친족 관계
그의 친제(親弟)는 미국 법무부 법률자문관을 지낸 법학박사 해럴드 코(Harold Koh, 고홍주, 高洪株) 前 미국 예일 대학교 교수이고 외숙모(外叔母)는 UN 국제연합 대한민국 대표부 3등 서기관을 지낸 홍숙자(洪淑子) 前 동국대학교 교수이며 외종제(外從弟)는 대한민국 육군 특전사령관 출신으로 예비역 대한민국 육군 중장 및 정치학 박사 전인범(全仁釩)이고 외종제수(外從弟嫂)는 성균관대학교 의상학과 강사를 거쳐 성신여자대학교 의류과학과 교수를 지낸 이학박사 심화진(沈和珍) 성신여자대학교 총장이다.

## 학력
- 미국 예일 대학교 의과대학 의학사
- 미국 예일 대학교 의과대학원 의학석사
- 미국 보스턴 대학교 의과대학원 의학박사

## 이외 이력
- 미국 민주당 당무위원